# Sbiaat laaroussa
Le sbiaat laaroussa, ou sebiâat leârossa (en arabe : صبيعات لعروسة ) ou encore sbâa leârossa (en arabe : صبع لعروسة ) est un beignet traditionnel algérien, frit et enrobé de sucre glace, sucre cristallisé et même de noix de coco. Il peut aussi être arrosé de miel. Il est généralement servi avec un café ou un thé.

## Origine et étymologie
Cette pâtisserie est originaire de la ville d'Alger. Son nom provient de l'arabe algérien, sebiâat leârossa, qui signifie littéralement « les doigts de la mariée », de par sa forme qui ressemble à des doigts, mais aussi parce que, à l'époque, cette pâtisserie était le premier gâteau que devait confectionner la nouvelle mariée.